# Éric Valli
Éric Valli (Dijon, 1952) is een Franse fotograaf en regisseur.
Valli werkte het grootste deel van zijn carrière als geografisch fotograaf voor het tijdschrift National Geographic en de Sunday Times, waarbij hij vooral ontoegankelijke gebieden op camera vastlegde. Hij specialiseerde zich in berggezichten en is een specialist in het Himalayagebergte. Valli ontving drie maal een World Press Awards, voor Chasseurs de Miel (1988), Chasseurs des Ténèbres (1991) en Les enfants de la poussière (1991).
In 1999 regisseerde hij de film Himalaya over een overlevingstocht van zoutnomaden, met onder andere een rol voor Lhakpa Tsamchoe. Valli maakte ook een documentaire met Diane Summers over honingjagers in Nepal.
- Bibsys: 90073393
- Biblioteca Nacional de España: XX4838685
- Bibliothèque nationale de France: cb11927515c (data)
- Gemeinsame Normdatei: 124084370
- International Standard Name Identifier: 0000 0001 2129 6590
- Library of Congress Control Number: n82016288
- Nationale Bibliotheek van Tsjechië: jcu2011654933
- Nationale Bibliotheek van Israël: 987007391231405171
- Nationale Bibliotheek van Polen: a0000001831776
- Nederlandse Thesaurus van Auteursnamen: 074235893
- PIC: 379834
- SNAC: w6bk28fp
- Système universitaire de documentation: 027175065
- Union List of Artist Names: 500343582
- Virtual International Authority File: 41847488
- WorldCat: E39PBJxMffrFv7MhWYM4T6DH4q